# Acontia marmoralis
Acontia marmoralis là một loài bướm đêm trong họ Noctuidae.